# Ampara

Ampara är belägen i ett distrikt med samma namn, här markerat på en karta över Sri Lanka.

Ampara är en stad nära Sri Lankas östkust, ungefär 320 kilometer från Colombo. Den är administrativ huvudort för distriktet Ampara, och hade 21 713 invånare år 2007.